# La Hiniesta
La Hiniesta település Spanyolországban,  Zamora tartományban. La Hiniesta Roales, Zamora, Andavías, Montamarta és Cubillos községekkel határos. Lakosainak száma 307 fő (2024).

## Népesség
A település népessége az utóbbi években az alábbiak szerint változott:
| Lakosok száma | 380  | 364  | 342  | 335  | 339  | 327  | 326  | 316  | 309  | 307  |
|               | 2001 | 2004 | 2007 | 2009 | 2012 | 2014 | 2017 | 2019 | 2022 | 2024 |